# Sojoez MS-17
Sojoez MS-17 (Russisch: Союз МС-17) was een ruimtevlucht naar het Internationaal ruimtestation ISS. Het was de 145ste vlucht van een Sojoez-capsule met bemanning en de zeventiende van het Sojoez MS-type. De lancering was op 14 oktober 2020 om 05:45 UTC. Tijdens deze vlucht werden drie bemanningsleden naar het Internationaal ruimtestation ISS vervoerd voor ISS-Expeditie 63. Voor Sojoez MS-17 werd een nieuw, tot twee aardomlopen ingekort aanvliegtraject gebruikt waardoor de capsule zo’n drie uur na de lancering al kon aankoppelen bij het ISS. Hiervoor moest het vaartuig uiterst nauwkeurig de optimaal berekende koers volgen. Reden hiervoor was dat men de tijd, die de kosmonauten in de krappe capsule moeten doorbrengen, zo veel mogelijk wil beperken.
Het was waarschijnlijk de laatste Sojoezvlucht waarvoor NASA Roskosmos voor een Sojoezstoel betaalt. Bij latere vluchten zal NASA de stoel in een Sojoezcapsule compenseren door een stoel in een Commercial Crew-capsule voor Roskosmos te reserveren. Aanvankelijk zou dat al eerder gebeuren maar doordat het Commercial Crew-programma vertraging opliep moest NASA de stoel in mei 2020 toch kopen. Ten tijde van de lancering had NASA overigens geen astronauten aan volgende Sojoezvluchten toegewezen en was het niet duidelijk of NASA en Roskosmos in de praktijk nog gebruik gaan maken van de afspraken over de uitwisseling van stoelen aan boord elkaars ruimteschepen.
De Sojoez koppelde in eerste instantie aan bij de MRM-1-module, maar werd op 19 maart 2021 naar de MRM-2-module verplaatst. Dit hangt samen met de planning voor de aankomst van de Russische ruimtestationmodule Nauka, waarvan de lancering later in 2021 staat gepland.
Op 17 april landde de Sojoez-capsule op de steppe van Kazachstan.

## Bemanning
| Positie           | Ruimtevaarder                             |
| ----------------- | ----------------------------------------- |
| Commandant        | Sergej Rizjikov, RSA 2e ruimtevlucht      |
| Flight Engineer 1 | Sergej Kud-Sverchkov, RSA 1e ruimtevlucht |
| Flight Engineer 2 | Kathleen Rubins, NASA 2e ruimtevlucht     |

### Reservebemanning
| Positie           | Ruimtevaarder        |
| ----------------- | -------------------- |
| Commandant        | Oleg Novitski, RSA   |
| Flight Engineer 1 | Pjotr Doebrov, RSA   |
| Flight Engineer 2 | Mark Vande Hei, NASA |